# Berleu (Ort)
Berleu (Bereleu) ist ein osttimoresischer Ort im Suco Meligo (Verwaltungsamt Cailaco, Gemeinde Bobonaro). Er liegt im Nordwesten der Aldeia Berleu, auf einer Meereshöhe von 119 m. Westlich fließt der Bulobo, ein Zufluss des Nunura. Die Überlandstraße von Marko nach Maliana kommt hier von Norden aus der Siedlung Liabote 2 und führt über eine Brücke über den Bulobo in das Dorf Samutaben (Suco Manapa). Südöstlich von Berleu liegt die kleine Siedlung Barolura.
Auf Karten von 2008 wird der Ort als „Bereleu“ weiter südöstlich angegeben. der aber weiter nördlich liegt.